# Joško Žigon
Joško Žigon slovenski kulturni delavec, * 27. december 1900, Komen,  † 17. oktober 1981, Vrtojba.   

## Življenje in delo
Kot dijak je najprej obiskoval slovensko gimnazijo v Gorici, nadaljeval pa na Zavodu svetega Stanislava v Šentvidu pri Ljubljani. Januarja 1918 so ga rekrutirali v avstro-ogrsko vojsko. Na južnotirolskem bojišču je bil ranjen. Po vojni je bil v času od 1. aprila 1919 do 31. marca 1922 tajnik občine Gorjansko. Nato je obiskoval Državno trgovsko akademijo v Ljubljani (1922-1926). Od 1. julija 1926 do 15. septembra 1947 pa je bil računovodja Katoliške knjigarne v Gorici. Med 2. svetovno vojno je pomagal pri pošiljanju pomoči internirancem. Od leta 1942 je sodeloval tudi z narodnoosvobodilno borbo in pomagal z materialom za partizanske tiskarne (papir, pisalni in razmnoževalni stroji, tiskarska barva, fotografski material, ponarejene žige in drugo). Decembra 1947 je nastopil službo računovodje pri podjetju Okrajni magacin s sedežem v Šempetru pri Gorici, ter do upokojitve leta 1968 delal še v drugih službah.
V prostem času se je ukvarjal s študijem družboslovja. Imel je stike s prof. Bogom Grafenauerjem, kateremu je pomagal pri zbiranju podatkov o tolminskem kmečkem uporu. Tudi sam je pisal. Večina del je ostala v rokopisu. Njegovo najpomembnejše delo, ki je izšlo leta 1945 v samozaložbi je Svoboda in socializem (glej: (COBISS)). Napisal je tudi zgodbe iz kraškega življenja Taborski gospod  (Koledar Mohorjeve družbe, 1972 in 1973) ter Zrakoplovi na Soški fronti (Tedenska tribuna, 1966). 